# 蠕鰻
蠕鰻，為輻鰭魚綱鰻鱺目糯鰻亞目蛇鰻科的其中一種，分布於印度太平洋區，從東非至社會群島海域，棲息深度200-500公尺，體長可達60公分，棲息於礁石區，屬肉食性，生活習性不明。

## 擴展閱讀
維基物種上的相關：蠕鰻